# Änglavakt
Änglavakt è un singolo del cantante svedese John Lundvik, pubblicato il 26 febbraio 2022 su etichetta discografica Warner Music Sweden.

## Descrizione
Con Änglavakt il cantante ha preso parte a Melodifestivalen 2022, la competizione canora svedese utilizzata come processo di selezione per l'Eurovision Song Contest. È la sua terza partecipazione alla rassegna dopo le edizioni 2018 e 2019, quest'ultima vinta da lui. Essendo risultato il secondo più votato dal pubblico fra i sette partecipanti alla sua semifinale, ha avuto accesso diretto alla finale, dove si è piazzato all'8º posto su 12 partecipanti con 60 punti totalizzati.

## Tracce
Testi e musiche di Anderz Wrethov, Elin Wrethov, Benjamin Rosenbohm, Fredrik Sonefors e John Lundvik.
1. Änglavakt – 3:04

## Classifiche
| Classifica (2022) | Posizione massima |
| ----------------- | ----------------- |
| Svezia            | 11                |